# Laurenz Matthias Vincenz
Laurenz Matthias Vincenz, né le 28 mars 1874 à Andiast et mort le 29 juillet 1941 à Coire, est un prélat suisse, évêque de Coire de 1932 à 1941.

## Biographie
Laurenz Matthias Vincenz est né le 28 mars 1874 à Andiast dans le canton des Grisons, dans une famille catholique, d'un père agriculteur. Il suit sa scolarité aux écoles des abbaybes de Disentis et Einsiedeln, puis entre au séminaire diocésain et est ordonné prêtre le 16 juillet 1899 par Johannes Fidelis Battaglia. Il étudie le droit canonique à l'université pontificale grégorienne, dont il obtien un doctorat. 
Il est ensuite vicaire à Oerlikon de 1901 à 1904, puis est à l'église Saints-Pierre-et-Paul de Zurich (de) de 1904 à 1908. Il rentre ensuite à Coire, où il est chancellier épiscopal de 1908 à 1917, puis vicaire général de 1917 à 1932. Il devient doyen du chapitre cathédral de Coire en 1928. 
Le 30 mars 1932, il est nommé évêque coadjuteur de Coire à la suite du décès d'Anton Gisler (de). Néanmoins l'évêque de Coire, Georg Schmid von Grüneck décède le 6 mai 1932 avant que Laurenz Matthias Vincenz ne soit ordonné évêque. Cette ordination aura lieu le 22 mai 1932 des mains de Pietro di Maria, nonce apostolique en Suisse, assisté de Viktor Bieler, évêque de Sion et Alois Scheiwiler (de), évêque de Saint-Gall.
En tant qu'évêque de Coire, il était considéré proche du peuple. Le diocèse de Coire couvrant à l'époque également le Liechtenstein, il y bénit les cloches des églises de Triesenberg et Schaanwald en 1931, et y célébre des confirmations en 1941.
Il meurt le 29 juillet 1941 à Coire, âgé de 67 ans.